# Topfmine
Topfmine – niemiecka mina przeciwpancerna z okresu II wojny światowej.
Topfmine budowana była w trzech różnych wersjach („A”, „B” i „C”) różniących się przede wszystkim materiałem z jakiego skonstruowany był korpus miny i rodzajem zapalników.  We wszystkich wersjach mina była budowana przy użyciu niemetalicznych materiałów takich jak plastik, tektura czy smoła.  W niektórych wersjach mina w ogóle nie posiadała żadnych części metalowych, w tych wersjach zapalnik wykonany był z cienkiego szkła.